# كولم أوجورمان
كولم اوجورمان (بالإنجليزية:  Colm O'Gorman)‏ (وهو من مواليد 1966) وهو أحد الناجين من الاعتداءات الجنسية التي قام بها رجال دين وغيرهم معظمهم من ألكاثوليك، وهو من مقاطعة ويكسفورد، وهو أحد ألاوئل الذي كانت له ألجرأة بالتحدث إلى الرأي العام عن آرائه ضد المتورطين بالاغتصابات التي مورست ضدهم في بعض ألكنائس أو المدارس المشرف عليها من قبلهم.
أسس كولم اوجورمان في وقت لاحق جمعية واحد من كل أربعة، وهي جمعية خيرية أيرلندية التي تدعم الرجال والنساء الذين تعرضوا لاعتداءات جنسية أو تعرضوا للعنف الجنسي.
وهو أيضا المدير السابق لتلك المنظمة.

## الاعتداء الجنسي على ألأطفال والكنيسة الكاثوليكية الرومانية
عندما كان مراهقا في مقاطعة ويكسفورد—كان عمره يتراوح بين 15 و 18 عاما—تعرض كولم اوجورمان للاعتداء الجنسي من قبل القس شون فورتشن. ووقع الاعتداءات بين ألاعوام 1981 و1983.

## ألمراجع
1. ↑  "One in Four (About Us)=عن منظمة واحد من كل أربعة(بالإنجليزية)". 20 يونيو 2004. مؤرشف من الأصل في 2010-12-04. اطلع عليه بتاريخ 2010-08-09.
2. ↑  "1 in 4 founder settles High Court action". راديو وتلفزيون أيرلندا (RTÉ) News. 9 أبريل 2003. مؤرشف من الأصل في 2012-10-12. اطلع عليه بتاريخ 2010-08-09.

## وصلات خارجية
- كولم أوجورمان على موقع IMDb (الإنجليزية)

- ألموقع ألرسمي لكولم اوجورمان(بالإنجليزية)
- ألموقع ألرسمي لمنظمة واحد من كل أربعة (بالإنجليزية)
- مقابلة ألتلغراف ألبريطانية مع اوجورمان(بالإنجليزية)